# Матанбаал II
Матанбаал II (д/н — бл. 738 до н. е.) — цар міста-держави Арвад близько 750—738 років до н. е. Ім'я перекладається як «Подарунок Баала».

## Життєпис
Про батьків обмаль відомостей, втім ймовірно був далеким нащадком царя Матанбаала I. Відомий насамперед з «Ассирійських анналів». Посів трон близько 750 року до н. е., підтвердив попередні васальні угоди з ассирійським царем Адад-нірарі III. Близько 743 році до н. е. знову підтвердив залежність своєї держави від Ассирії під час походу царя Тіглатпаласара III.
Втім уже близько 738 року до н. е. долучився до антиассирійського повстання на чолі з Азріяу. Втім ця коаліція зазнала нищівної поразки. Арвад втратив усі материкові володіння, зокрема Цумур, Сіяну, Ушну, Рашпуну, землі до гори Цапан біля гирла річки Оронт. Для здобуття самого Арвада в Тіглатпаласра III не вистачало сил - в ассирійців на той час не було навіть власного флоту. Проте сам Матанбаал II втратив владу (можливо завдяки інтригам серед арвадської знаті), яку було передано його синові Абділіті.